# وودیتسه (سمدروسکا پالانکا)
وودیتسه (به صربی: Vodice) یک منطقهٔ مسکونی در صربستان است که در اسمدرفسکا پلانکا واقع شده‌است. وودیتسه ۹۳۰ نفر جمعیت دارد.